# Anna Jantar

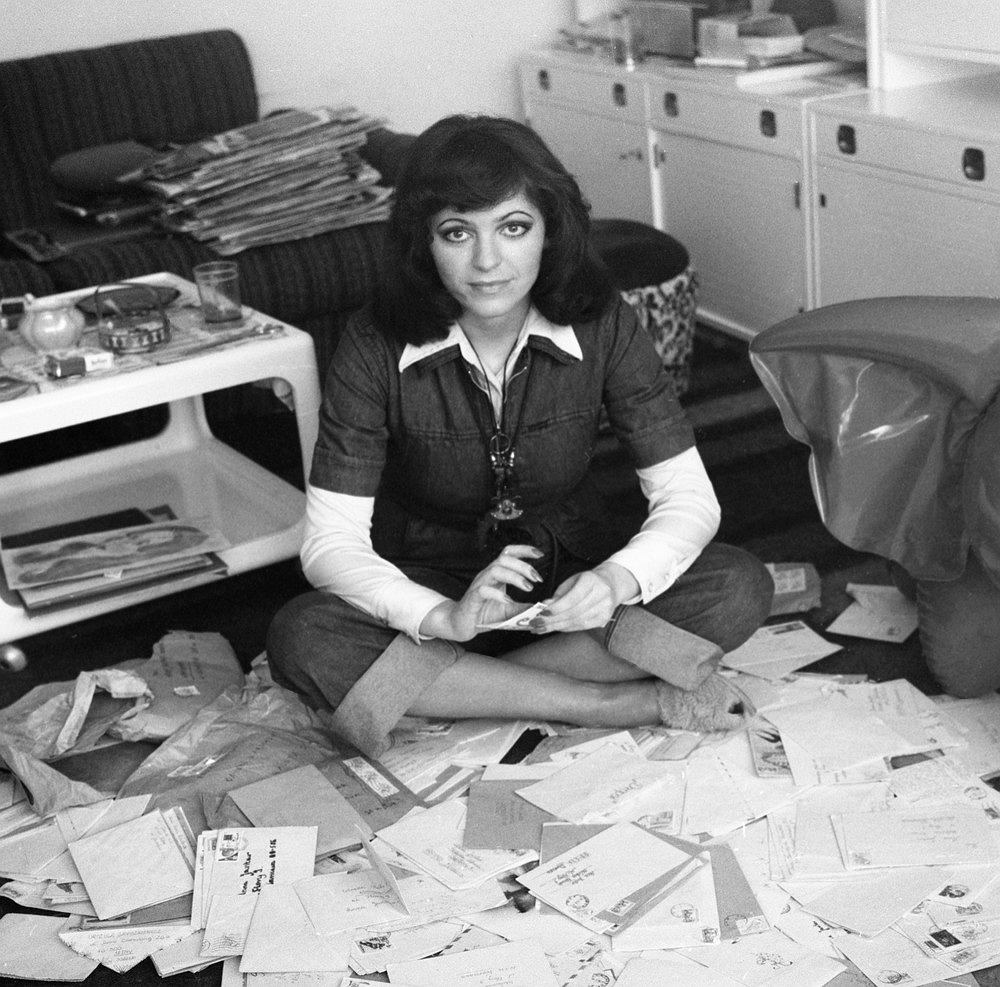
Anna Jantar

Anna Jantar (* 10. Juni 1950 in Posen; † 14. März 1980 in Warschau) war eine polnische Schlagersängerin.

## Leben
Jantar wurde geboren als Anna Maria Szmeterling und ging bis zum Abitur in Posen zur Schule. 1969 bestand sie die Aufnahmeprüfung zur staatlichen Theaterhochschule in Warschau, wurde jedoch aufgrund fehlender Studienplätze nicht aufgenommen. Ihre Gesangskarriere begann sie 1968. 1969 trat sie mit der Band Waganci auf, in der auch ihr künftiger Ehemann Jarosław Kukulski spielte. Die beiden heirateten 1971. Nach einem Gesangsstudium begann sie ihre Schlagerkarriere 1972 und nahm 1973 ihren Künstlernamen Anna Jantar (poln. Jantar = roher Bernstein) an. Schnell avancierte sie zu einer der beliebtesten Schlagersängerinnen Polens der 1970er Jahre und gewann zahlreiche Preise auf nationalen und internationalen Schlagerfestivals.
Am 14. März 1980 kam Anna Jantar auf dem Rückflug von New York bei einem Flugzeugabsturz beim LOT-Flug LO 007 kurz vor der Landung am Flughafen Warschau-Okęcie ums Leben. Beim Absturz der Iljuschin Il-62 „Mikołaj Kopernik“ (SP-LAA) starben zehn Besatzungsmitglieder und 77 Passagiere, darunter mehrere US-amerikanische Boxsportrepräsentanten.
Ihre Tochter Natalia Kukulska ist heute eine bekannte Popsängerin.

## Diskografie

### Alben
- 1974: Tyle słońca w całym mieście
- 1975: Za każdy uśmiech
- 1979: Zawsze gdzieś czeka ktoś
- 1980: Anna Jantar
- 1985: Wielka dama (PL: Gold)[1]
- 2004: Złota kolekcja – Radość najpiękniejszych lat (PL: Gold)

### Singles
- 1971: Wszystkie koty w nocy czarne / Marzenia o marzeniach (Waganci)
- 1974: Nastanie dzień / Tyle słońca w całym mieście (PL: Gold)
- 1974: Żeby szczęśliwym być (PL: Gold)
- 1975: Staruszek świat / Dzień bez happy endu
- 1975: Będzie dość / Za każdy uśmiech
- 1975: Mój tylko mój / Dzień nadziei
- 1977: Dyskotekowy bal / Zgubiłam klucz do nieba
- 1977: Dyskotekowy bal / Kto umie tęsknić
- 1978: Baju-baj proszę pana(Jambalaya) / Radość najpiękniejszych lat
- 1978: Po tamtej stronie marzeń / Mój świat zawsze ten sam
- 1978: Mój tylko mój / Mój świat zawsze ten sam
- 1978: Kto powie nam / Dżinsowe maniery
- 1978: Tylko mnie poproś do tańca / Let me stay / Nie wierz mi nie ufaj mi / Zawsze gdzieś czeka ktoś
- 1979: Gdzie są dzisiaj tamci ludzie / Nie ma piwa w niebie
- 1979: Hopelessly devoted to you / You’re the one that I want (mit Stanisław Sojka)
- 1985: Wielka dama tańczy sama / Moje jedyne marzenie
- 2005: Układ z życiem / Nic nie może wiecznie trwać